# Everlasting Flame
Everlasting Flame är det finländska power metal-bandet Dreamtales åttonde studioalbum, utgivet i april 2022 på den egna etiketten Dreamtale Productions. Albumet föregicks av singeln "The Glory", som också gjordes till musikvideo. Everlasting Flame innehåller även en nyinspelning av låten "Lady Dragon" från Phoenix samt en nytolkning av singeln "Sleeping Beauty" som ursprungligen släpptes 2019.
Bandet hade en närapå komplett ny line-up inför inspelningarna, då samtliga tidigare medlemmar utom bandgrundaren och gitarristen Rami Keränen och keyboardisten Akseli Kaasalainen hoppat av. Trummisen Arto Pitkänen hade tidigare spelat i Dreamtale fram till 2010.

## Låtlista
1. "King of Kings" – 4:52
2. "Blood of the Morning Star" – 5:25
3. "Last Goodbyes" – 3:21
4. "Ghostride" – 6:09
5. "Immortal Souls" – 4:59
6. "No Shadow Goes Too Far" – 4:33
7. "Summer Rose" – 3:50
8. "The Glory" – 3:55
9. "Eye for an Eye" – 4:44
10. "Lady Dragon (2022)" – 5:04
11. "Silent Scream" – 4:06
12. "Tanhupullo" – 2:32
13. "Sleeping Beauty (2022)" – 4:49
14. "Pirates' Lullaby" – 2:17

## Medverkande
Musiker
- Nitte Valo – sång
- Jarno Vitri – sång
- Rami Keränen – gitarr, bakgrundssång
- Zsolt Szilágyi – gitarr
- Mikko Hepo-oja – basgitarr
- Akseli Kaasalainen – keyboard
- Arto Pitkänen – trummor

Bidragande musiker
- Sanna Natunen – bakgrundssång

Produktion
- Dreamtale – producent
- Mikko Karmila – mixning
- Mika Jussila – mastering
- Dilyana Delcheva – albumkonst
- Peero Lakanen – foto